# Les Monts Taebaek
Pour plus de détails, voir Fiche technique et Distribution.
Les Monts Taebaek (태백산맥, Taebaek sanmaek) est un film sud-coréen réalisé par Im Kwon-taek, sorti en 1994. C'est l'adaptation de sa séries de romans La chaîne de montagnes Taebaek publiées dans les années 1980. Il est présenté en compétition à la Berlinale 1995.

## Synopsis
En 1948 à Yeosu se déroule la rébellion de Yeosu qui voit s'opposer communistes et nationalistes. Les frères Yum Sang-gu et Yum Sang-jin vont participer à cet affrontement.

## Fiche technique
- Titre français : Les Monts Taebaek[1]
- Titre alternatif : La Chaîne de montagne Taebaek[2]
- Titre original : 태백산맥 (Taebaek sanmaek)
- Réalisation : Im Kwon-taek
- Scénario : Song Neung-han d'après Jo Jung-Rae
- Pays d'origine : Corée du Sud
- Format : Couleurs - 35 mm - 1,85:1 - Dolby
- Genre : drame
- Durée : 168 minutes
- Date de sortie : 1994

## Distribution
- Ahn Sung-kee : Bumwoo
- Choi Dong-joon : lieutenant Shim
- Jeong Seon-kyeong : femme de Sangjin
- Kim Kap-su : Yum Sang-gu
- Kim Myung-gon : Yum Sang-jin
- Lee Ho-jae : docteur Chun
- Oh Jung-hae : Sohwa
- Pang Eun-jin : partisan
- Shin Hyeon-jun : Haesop